# افکار عمومی (فیلم ۱۹۱۶)
«افکار عمومی» (انگلیسی: Public Opinion (1916 film)) یک فیلم است که در سال ۱۹۱۶ منتشر شد. از بازیگران آن می‌توان به بلانش سوئیت، تام فرانک، الیوت دکستر، و ریموند هاتون اشاره کرد.